# Bures-sur-Yvette
Bures-sur-Yvette /byʀsyʀiˈvet/ è un comune francese di 9 854 abitanti situato nel dipartimento dell'Essonne nella regione dell'Île-de-France. Fa parte della Valle di Chevreuse. Vi ha sede l'Institut des Hautes Études Scientifiques.
I suoi abitanti si chiamano Buressois.

## Altri progetti

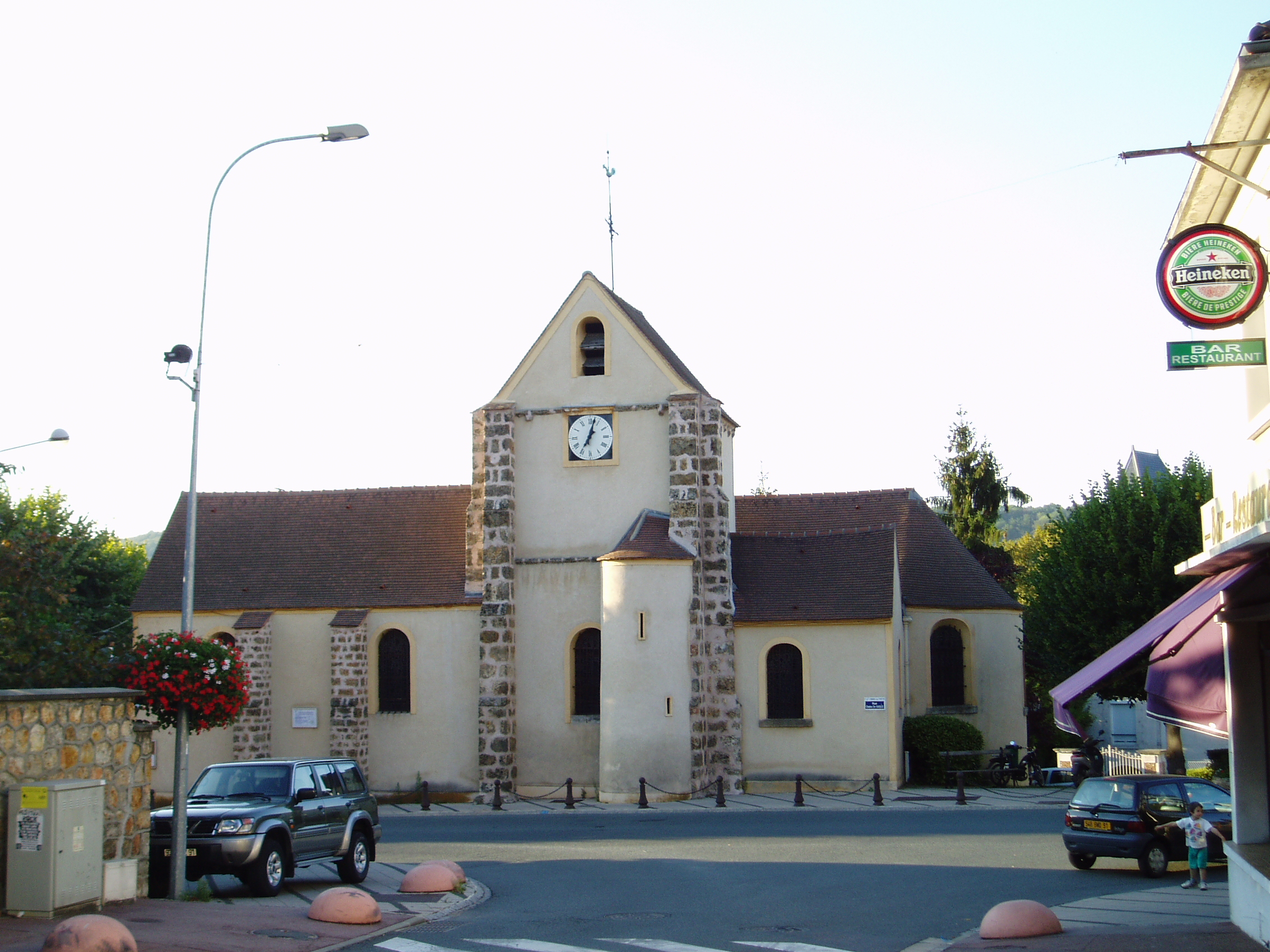
La chiesa di San Matteo nel centro di Bures-sur-Yvette

## Società

### Evoluzione demografica
Abitanti censiti

## Amministrazione

### Gemellaggi
- Koréra-Koré,  Mali